# 대원

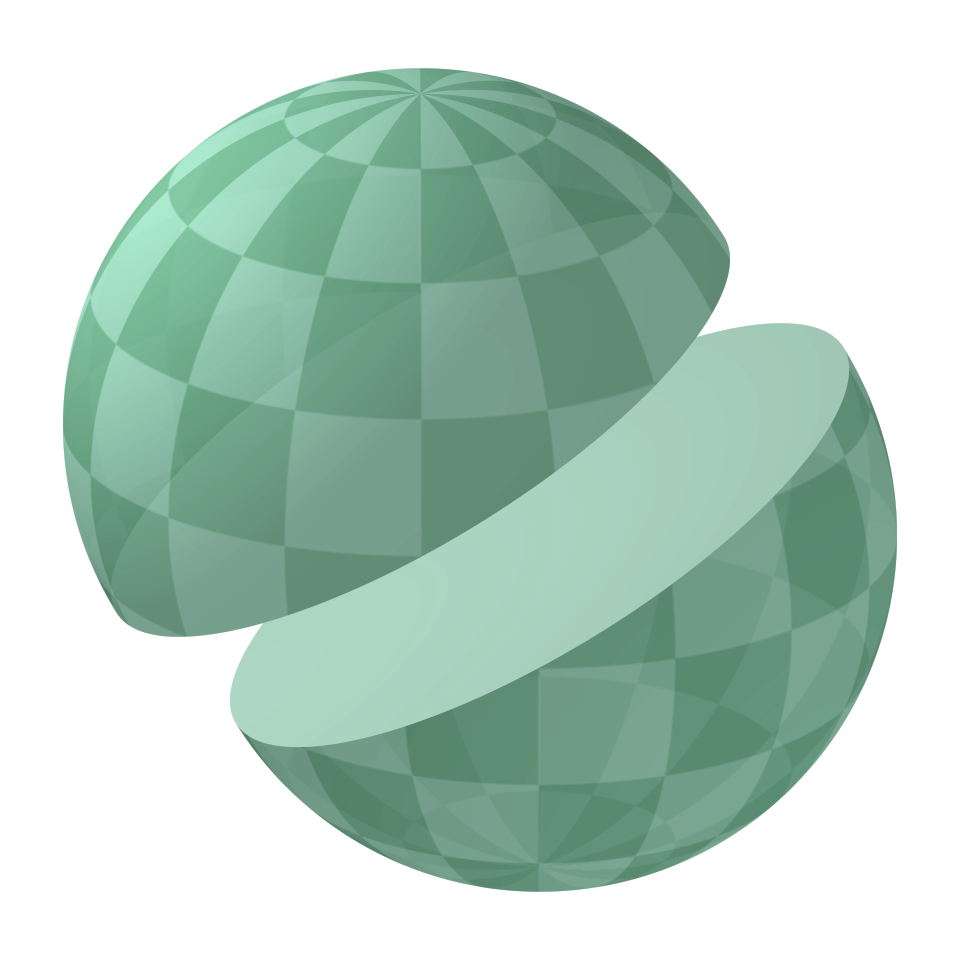
구는 대원을 따라 두 개의 반구로 나뉜다.

대원(大圓, great circle)은 구의 중심을 지나는 평면으로 구를 나눌 때 생기는 큰 원을 말한다. 대원을 따라 구를 쪼개면 같은 크기의 반구 두 개가 나온다. 대원의 지름은 구의 지름과 같으며 따라서 하나의 구에서 모든 대원은 서로 같은 중심과 둘레를 갖는다. 이와 반대로 소원(小圓, small circle)은 구의 중심을 지나지 않는 평면과 교차해서 생기는 원이다. 이런 소원들중에서 가장 큰 것이 대원이다. 
대부분의 경우 구 표면위에 떨어져 있는 두 점을 통과하는 유일한 대원이 있다. 그렇지만 대척점에 있는 두 점을 연결하는 대원은 무한히 많다. 대원위에 있는 두 점을 연결하여 만들어진 작은 호는 두 점을 연결하는 가장 짧은 표면 경로가 된다. 이런 의미에서 이 작은 호는 유클리드 기하학에서 "직선"과 유사하다. 리만 기하학에서는 작은 호의 길이를 두 점 사이의 거리로 정의하고 대원을 리만 원(Riemannian Circle)이라고 한다. 
지리학에서는 대권(大圈)이라고 한다. 자오선과 적도선이 대권에 해당한다. 대권은 이동하기 위한 가장 짧은 거리가 되며, 연료를 최소로 써야 하는 비행기는 대권항로를 이용한다.

## 논의
구면 위의 대원호는 측지선이므로, 구면기하학에서 대원은 유클리드 공간의 직선에 대응되는 자연스러운 개념이다. 구면 위에서 서로 대극점이 아닌 임의의 두 점을 지나는 유일한 대원이 존재한다. (대원은 한 점을 지날 때 반드시 그 대극점도 지나므로, 두 대극점을 지나는 대원은 무한히 많다.) 구면 위의 두 서로 다른 점 사이를 잇는 두 대원호 중 짧은 쪽을 '단호'라고 하며, 이는 두 점 사이의 최단 표면 경로가 된다. 단호의 길이는 두 점 사이의 대원 거리(구면에서의 내재적 거리)이며, 두 점과 구의 중심이 이루는 중심각의 크기에 비례한다.
대원은 주어진 구면에 그릴 수 있는 가장 큰 원이다. 대원의 모든 지름은 구의 지름과 일치하므로, 모든 대원은 구와 같은 중심을 가지며 반지름도 같다. 구면 위의 다른 원들은 모두 소원이라 하며, 이는 구의 중심을 지나지 않는 평면과 구의 교집합이다. 소원은 유클리드 공간의 원에 대응하는 구면기하학적 개념이다.
3차원 유클리드 공간의 모든 원은 정확히 하나의 구면의 대원이 된다.
대원으로 둘러싸인 원판을 '대원판'이라 하며, 이는 구와 그 중심을 지나는 평면의 교집합이다. 더 높은 차원에서는 n-구면의 대원은 유클리드 공간 Rn + 1에서 원점을 지나는 2차원 평면과 n-구면의 교집합이다.
대원의 절반은 '대반원'이라고 할 수 있다(예: 천문학에서 자오선의 일부).

## 응용
천구에서 대원의 예로는 천평선, 천적도, 황도가 있다. 대원은 또한 공기나 해상 항법에서 지구 표면의 측지선에 대한 매우 정확한 근사로 사용되며(비록 지구가 완벽한 구는 아니지만), 구형의 천체에서도 마찬가지로 사용된다.
이상적인 지구의 적도는 대원이며, 모든 자오선과 그 반대편 자오선은 대원을 이룬다. 또 다른 대원으로는 육지와 해양 반구를 나누는 대원이 있다. 대원은 지구를 두 반구로 나누며, 한 점을 지나는 대원은 반드시 그 대극점도 지난다.
펑크 변환은 구면의 모든 대원을 따라 함수를 적분한다.

## 같이 보기
- 대타원
- 항정선
- 비유클리드 기하학
- 구면삼각형